# Alphonse-Joseph van Steenkiste
Ne doit pas être confondu avec Jean-Aloys Van Steenkiste.
Alphonse-Joseph van Steenkiste, né à Ixelles le 31 mai 1849 et mort en 1919, est un coiffeur, puis architecte-entrepreneur et auteur de livres religieux[réf. nécessaire] belge. Il fut dans sa jeunesse zouave dans l'armée pontificale et participa aux combats contre le royaume d'Italie.

## Biographie
Comme de nombreux jeunes catholiques belges désireux de défendre les États du pape et son pouvoir temporel, Alphonse-Joseph Van Steenkiste, s'engagea très jeune, sans doute à dix-huit ans, vers 1866-1867, dans les zouaves pontificaux.
Après avoir participé à divers combats contre l'Italie, et avoir été blessé par deux fois, comme à la bataille de Mentana le 3 novembre 1867, il eut la chance de rentrer vivant en Belgique, où il se maria à Ixelles le 12 mai 1869 avec une jeune fille bruxelloise Marie Josèphe Albert, lingère. Après son mariage, il abandonna son métier de coiffeur pour devenir architecte entrepreneur et prospéra dans le bâtiment où œuvrait déjà son beau-père Pierre Joseph Albert, tailleur de pierres et sculpteur.

## Son œuvre architecturale
Les constructions d'Alphonse-Joseph van Steenkiste, cité comme architecte-entrepreneur en 1885, et comme architecte en 1893, ne sont pas encore bien connues et ne sont pas à ce jour répertoriées dans l'Inventaire du patrimoine architectural (Iris) de la région bruxelloise. Les architectes-entrepreneurs étaient des constructeurs qui lotissaient des terrains, y dessinaient et construisaient eux-mêmes des maisons destinées à la vente. Les maisons bruxelloises construites par des architectes-entrepreneurs sont souvent faites en série selon un modèle semblable et dépourvues d'ornements architecturaux, ce qui permet de les distinguer dans l'enfilade des rues.

## Récompenses pontificales
Alphonse-Joseph Van Steenkiste fut décoré de la Croix de Mentana et de la médaille Benemerenti, et devint gentilhomme de S.S. le pape Léon XIII, comte par bref pontifical d'avril 1882, chevalier de l'ordre de Saint-Sylvestre par lettres patentes du Saint-Siège, en date du 22 décembre 1882.
Alphonse-Joseph Van Steenkiste n'hésita pas à porter cette dernière décoration publiquement ce qui provoqua la réaction des autorités, et engendra des péripéties judiciaires, le port de titres ou de décorations étrangères sans l'accord du gouvernement étant interdit en Belgique et il dut payer des amendes pour ce fait. Il contesta ces condamnations et alla jusqu'à la Cour de cassation qui néanmoins en confirma le bien-fondé.

## Liens familiaux
Alphonse Van Steenkiste était le frère de François-Augustin Van Steenkiste, clerc de notaire, né à Ixelles le 10 mai 1848, qui épousa Marie Josephine Kauffman, servante et cuisinière, née à Villance en 1858. François-Augustin est mort à Bruxelles le 18 avril 1898, et sa veuve se remaria à Bruxelles le 19 septembre 1903 à Mathieu Adrien Schnoeck, ouvrier peintre. François-Augustin avait de son épouse Charles Van Steenkiste, né le 31 décembre 1882 à Paris, et mort à Geel le 14 décembre 1895, Hélène Françoise Josephine Van Steenkiste, née le 21 août 1886 à Ixelles et qui épousa le 14 mars 1904 à Bruxelles Gustave Dechamps, ouvrier chapelier, né le 16 novembre 1877 à Paris, et également Arthur François Alphonse Joseph van Steenkiste, employé à la Sofina, né le 31 mars 1891 à Bruxelles.

## Nationalité
Selon certains auteurs, qui font sans doute une confusion, il se serait fait naturaliser français en 1882, ce qui n'est guère probable n'ayant pas résidé en France à cette époque et étant toujours considéré comme citoyen belge en Belgique.

## Vie privée
Alphonse-Joseph Van Steenkiste, né à Ixelles le 31 mai 1849, épousa à Ixelles le 12 mai 1869 (acte 72), qualifié alors de coiffeur, Marie Josèphe Albert, lingère, demeurant à Ixelles, née à Bruxelles le 27 mars 1851, dont il divorça et qui mourut avant 1893, fille de Pierre Joseph Albert, tailleur de pierres et sculpteur, né à Mélin qui avait épousé à Bruxelles en 1848 (acte 423) Virginie Josèphe Ropson, servante, également née à Mélin et issue d'une famille de tailleurs de pierres. Il se remaria à Bruxelles le 22 mai 1897 (acte 850), qualifié d'architecte demeurant rue de l'Homme Chrétien, 12, avec Amélia Marie Augustine Deramaix, née à Chièvres le 7 janvier 1876, demeurant rue de l'Homme Chrétien, 12, fille de feu Jean-Baptiste Deramaix, en son vivant ouvrier (1875) et de Mélanie Degueldre, demeurant à Chièvres.
Alphonse-Joseph Van Steenkiste eut comme enfants de sa première épouse :
- Joseph Alphonse Marie Van Steenkiste, né à Ixelles le 9 décembre 1869, ouvrier gantier, qui épousa à Bruxelles le 4 octobre 1893 (acte 1381), Lucie Joséphine Vlaeminck, née à Gand le 4 février 1866, fille de Léon Vlaeminck, mécanicien, et Françoise Piette. Dont un fils :
  - Jean François Joseph Van Steenkiste, né le 16 août 1892.

- Jules Joseph Hélène Van Steenkiste, né à Ixelles le 17 octobre 1871, employé, épousa à Bruxelles le 30 décembre 1893 (acte 1794), Pétronille Dekeuster, née à Bruxelles le 14 octobre 1866, fille de Jean-Baptiste Dekeuster, fabricant de brosses, et de Marie Thérèse Fléon. Dont :
  - Jean Baptiste Van Steenkiste, né à Bruxelles le 28 février 1889.

## Armes
| Armoiries de la famille van Steenkiste | Armoiries de la famille van Steenkiste |
| -------------------------------------- | --- |
|                                        | Blasonnement:d'azur à un coffret d'argent en forme de losange aux angles coupés ou selon Magny, d'azur, au diamant d'argent. Devise: Fortitudo hominis quasi lapidis (La force de l'homme est comme celle de la pierre). |

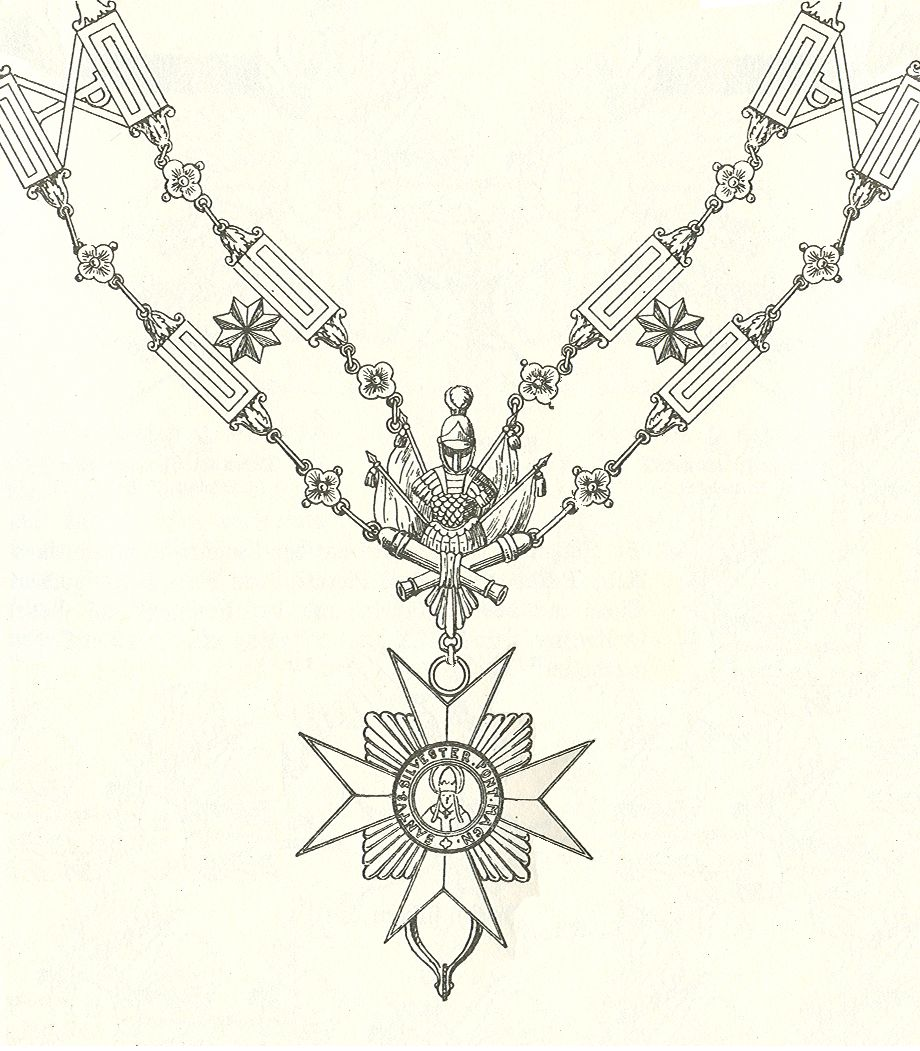
Le collier de l'Ordre de saint Sylvestre ou de la Milice dorée

Ruban de l'ordre de Saint-Sylvestre

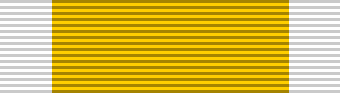
Ruban de la Médaille Benemerenti

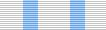
Ruban de la Croix de Montana

## Ses publications
On lui attribue ces ouvrages de piété, conservés à la Bibliothèque Royale, édités chez l'auteur portant les initiales A.F.(sic) Van Steenkiste.
- Alphonse van Steenkiste, Livre de la vie et de la mort. Méditations salutaires, Bruxelles, chez Van Steenkiste, 1905, in-8o.
- Alphonse van Steenkiste, ancien Zouave pontifical, Bouquet de fleurs spirituel. Recueil choisi de pensées chrétiennes pour chacun des jours de l'année, Bruxelles, chez A. F. (sic) Van Steenkiste, 1914, 200 p.

## Distinctions
- Chevalier de l'ordre de Saint-Sylvestre
- Croix de Mentana